# Diamesa kasymovi
Diamesa kasymovi is een muggensoort uit de familie van de dansmuggen (Chironomidae). De wetenschappelijke naam van de soort is voor het eerst geldig gepubliceerd in 1973 door Kownacki & Kownacka.